# IC 2391
IC 2391 (Gromada Omikron Velorum) – duża gromada otwarta znajdująca się w kierunku konstelacji Żagla w odległości około 500 lat świetlnych od Ziemi. Została odkryta w 1751 roku przez Nicolasa de Lacaille, choć mogła zostać opisana już w 964 roku przez Al Sufiego w jego Księdze gwiazd stałych.
Gromada IC 2391 jest widoczna nieuzbrojonym okiem. Zawiera ona około 30 gwiazd.